# TV.com
TV.com là một trang web thuộc sở hữu của CBS Interactive (ViacomCBS). Trang này bao gồm truyền hình và tập trung vào các chương trình tiếng Anh được thực hiện hoặc phát sóng ở Úc, Canada, Ireland, Nhật Bản, New Zealand, Hoa Kỳ và Vương quốc Anh. Nó tập trung vào nội dung do người dùng tạo. Phiên bản trang web cho Úc và Vương quốc Anh cũng có sẵn, tại au.tv.com và uk.tv.com.

## Lịch sử
CNET ban đầu đã mua tên miền này (trong số các tên miền chung khác như news.com, radio.com, v.v.) vào giữa những năm 1990 để lưu trữ một trang web cho các chương trình truyền hình liên quan đến công nghệ của công ty. Một trong những chương trình này có tiêu đề là TV.com. Chương trình, nêu bật những điều tốt nhất của Internet dành cho người dùng máy tính mới và thông thường, được phát sóng tại tập đoàn ở Hoa Kỳ. 
Vào giữa những năm 2000, CNET mua lại TV Tome, một cơ sở dữ liệu truyền hình do người hâm mộ điều hành. TV.com đã được ra mắt một vài tháng sau khi mua lại vào ngày 1 tháng 6 năm 2005. Nhiều tính năng và nội dung từ trang web TV Tome ban đầu được duy trì trong trang web TV.com mới.  
Vào ngày 15 tháng 5 năm 2008, CBS chính thức tuyên bố mua lại CNET Networks, và công ty này đổi tên thành CBS Interactive.
TV.com liên tục xem xét đổi mới trải nghiệm xem truyền hình bằng cách kết hợp nó với công nghệ, như việc tạo ra WatchList. Dịch vụ này cung cấp danh sách TV được cá nhân hóa bị ảnh hưởng bởi các hành động của người dùng và phương tiện truyền thông xã hội, cuối cùng được chuyển sang việc tạo ra trang TV.com Relay.
Các trang tin tức và tính năng trên TV.com không còn được cập nhật sau Mùa xuân năm 2019. Trang web chỉ có thể truy cập với thời gian không liên tục vào năm 2019.

### TV Tome
TV Tome là một trang web của Mỹ dành cho việc ghi lại các chương trình truyền hình bằng tiếng Anh và sản xuất của họ. Nó được điều hành bởi các biên tập viên tình nguyện, với sự hỗ trợ của sự đóng góp của người dùng. Trang web được thành lập bởi John Nestoriak III.
Trang web có hơn 2.500 hướng dẫn phim truyền hình hoàn chỉnh, hơn 3.500 hướng dẫn phát triển phim truyền hình và phim ảnh cho 250.000 diễn viên và thành viên phi hành đoàn được điều hành bởi một đoàn làm phim năm thành viên. Ngoài các hướng dẫn về phim truyền hình, TV Tome còn có một diễn đàn cho từng phim truyền hình, với thông tin liên quan đến các tập phim, diễn giải của họ và các cuộc thảo luận chung.
Một trang web spin-off, MovieTome, được thành lập vào tháng 8 năm 2003. Một cuốn sách trò chơi video và một cuốn sách âm nhạc ban đầu cũng được lên kế hoạch xuất bản, nhưng những kế hoạch như vậy đã bị từ bỏ với việc mua lại TV Tome và MovieTome của CNET.
Vào ngày 22 tháng 4 năm 2005, TV Tome chính thức tuyên bố đã bị CNET mua lại. CNET được cho là đã mua TV Tome với giá 5 triệu đô la Mỹ vào tháng 1 năm 2005.     CNET đã công bố kế hoạch di dời trang web sang tên miền TV.com, được mua lại vào năm 1996 để sử dụng cùng với loạt phim truyền hình dài tập cùng tên. Phiên bản sơ bộ của trang web mới ra mắt vào ngày 1 tháng 6 năm 2005 vào ngày 13 tháng 6 năm 2005, trang web đã được chuyển hướng vĩnh viễn đến TV.com với bố cục hoàn toàn mới.